# Marija z granatnim jabolkom
Marija z granatnim jabolkom (italijanščina Madonna della Melagrana) je slika iz okoli leta 1487, ki jo je naslikal Sandro Botticelli s tempero na leseni tabli. Sandro Botticelli je znan italijanski renesančni umetnik iz Firenc v Italiji. Uporaba krožnega formata, bolj znanega kot tondo, usmerja pozornost na glavna junaka,  Marijo in otroka Jezusa, ki sta na vsaki strani simetrično obkrožena z angeli. Botticellijeva uporaba tempera grassa daje likom pravi videz, bolj znan kot "naturalistični" slog, ki je pogost v času renesanse. Marija v naročju nežno drži otroka Jezusa, v levi roki pa granatno jabolko. Prerezano granatno jabolko ima v verskem smislu nekaj različnih interpretacij svojega pomena. Obstaja veliko replik Marije z granatnim jabolkom, saj so umetniki v času renesanse kopirali umetniška dela drugih uveljavljenih umetnikov, da bi obvladali svoje veščine. Slika je trenutno na ogled v galeriji Uffizi v Firencah v Italiji.

## Zgodovina
Marija z granatnim jabolkom je slika italijanskega renesančnega umetnika Alessandra di Mariana di Vannija dei Filipepija (1445–1510), bolj znanega kot Sandro Botticelli. Botticelli se je rodil in odraščal v Firencah, kjer je večino svojega življenja preživel kot eden najbolj cenjenih umetnikov florentinske renesanse. V zgodnjih najstniških letih se je Botticelli umaknil iz šolanja, da bi se začel izobraževati kot umetnik. Botticelli se je izobraževal pri enem najvplivnejših slikarjev v Firencah Fra Filippo Lippi (1406-1469). Lippija je v Firencah dobro varovala znana, močna družina Medičejcev; ustvarjal je tudi dela za samostane in cerkve. Lippi je bil znan po svoji jasnosti linije in uporabi ženskih figur, kar je pomembno, ker je imelo velik vpliv na Botticellijev slog. Marija z granatnim jabolkom je ena izmed mnogih slik, ki jih je Botticelli izdelal v svojem ateljeju v Firencah. Botticelli je bil že uveljavljen umetnik v času nastanka te slike, s številnimi drugimi znanimi slikami. Ni znano, ali je sliko kdo naročil in kdo.

## Opis
Na sliki Marija z granatnim jabolkom je Sandro Botticelli naslikal zelo enostavno prepoznavne prikazane figure. Sredi slike je Marija, bolj znana kot sveta Marija, simetrično obdana z angeli, s tremi na vsaki strani. Angeli, ki obkrožajo Marijo, jo častijo z lilijami in venci vrtnic. Jezus nežno leži v Marijinem naročju, ki v eni roki drži granatno jabolko. Tako Marija kot mali Jezus imata žalosten obraz. Izraz naj bi gledalca spomnil na bolečino in mučeništvo, ki ga bo Božje dete prestajalo v prihodnosti.

## Slog
Sandro Botticelli je bil v svoji karieri visoko usposobljen in pogosto zaposlen umetnik. Na sliki Marija z granatnim jabolkom prikazuje svoje sposobnosti italijanskega renesančnega umetnika. Slog te slike je "naturalističen", kar pomeni "življenjski", kar je običajno videti v renesančni umetnosti. Botticelli gledalce opozarja na Marijo, Jezusa in granatno jabolko z uporabo navpičnih črt, ki prikazujejo sijočo nebeško svetlobo. Uporaba krožne oblike slike, znane kot tondo, pomaga osredotočiti pozornost na te like. Botticelli prikazuje uporabo simetrije z enako količino angelov, ki obkrožajo Marijo in Jezusa na vsaki strani. Začel je s postavitvijo figur v previdni, prostoročni spodnji risbi z ogljem na tempera tabli. Botticelli je bil pogosto pripravljen sprejeti inovacije. Najpomembnejša novost pri tem delu je bila uporaba tempera grassa, tip barve, v kateri je bil rumenjak modificiran z dodatkom olja. To je naredilo barvo bolj prozorno, kot jo vidimo v Mariji z granatnim jabolkom. Sandro Botticelli je dobro znan po svojih tehnikah potez s čopičem, medtem ko slika kožne tone in pigmente, ki jih je uporabil. Botticelli je pogosto uporabljal pigmente v zelo tankem neprozornem premazu. Botticelli uporablja polprosojne plasti belih, oker, cinober in rdečih barv, ki so prevlečene ena na drugo, kot je razvidno iz slike. Obrazi žensk, ki jih slika, so bledi, podobni porcelanu z nejasnimi rožnatimi potezami na predelih lic, nosu in ust. Botticelli naslika dojenčke, na primer Božjega otroka, z intenzivnejšimi barvami, kot so glazura iz cinobra in poudarki rdeče. [5] Pigmenti, ki jih uporablja Botticelli, imajo zelo hladen ton, vendar imajo tudi mešane bogate barve. Botticelli je Marijo in Jezusa okrepil z uporabo svetlejših barv na odtenkih kože in oblačilih, angeli pa imajo veliko temnejši ton.

## Interpretacija
Na sliki Marija z granatnim jabolkom je nekaj različnih interpretacij pomena granatnega jabolka, ki ga držo Marija.

### Anatomija srca
Granatno jabolko na sliki je bilo opredeljeno kot natančen prikaz anatomije srca. V poznem 15. stoletju se je Botticelli seznanil s ponovnim pojavom zanimanja za človeško anatomijo in povrnitvijo izgubljenega medicinskega znanja iz antičnih časov. Renesančni umetniki so lahko to izgubljeno znanje povrnili z seciranjem trupel. V času renesanse se je umetnikom zdelo zelo dragoceno, da so postali anatomi, kar jih je pripeljalo do boljšega razumevanja človeškega telesa, kar bi izboljšalo njihovo umetniško delo, da bi bilo bolj podobno življenju. Naslov slike izhaja iz sadeža, ki ga drži v roki Marija. Granatno jabolko služi kot simbol polnosti Jezusovega trpljenja in vstajenja. V krščanski religiji granatno jabolko simbolizira prehod iz življenja v smrt in vstajenje, saj se bo sčasoma ponovno rodilo iz semen, ki jih pusti za sabo. Rdeča semena, prikazana v odprtem granatnem jabolku, naj bi gledalca spomnila na Jezusovo prelitje krvi, ki je rešilo človeštvo. Olupljen del granatnega jabolka kaže nesimetrične komore, podobne srčnim komoram srca. Botticelli prikazuje notranjo gobasto membrano, ki obdaja zrna (semenske stroke) v pet prostorov. Ti prostori predstavljajo atrije, ventrikle in glavno pljučno deblo. Krona je razdeljena na dva dela, ki posnema zgornjo votlo veno in lok aorte s svojimi 3 vejami. Plod se drži tudi pred levo stranjo prsnega koša, ki prekriva položaj srca. Ta presenetljiva analogija z dejansko srčno anatomijo in njena upodobitev na prsnem košu dajejo verjetno hipotezo o srcu, skritem v sadju, ki ga imata Marija in Jezus.

### Marijine kreposti
Drugič, vključitev granatnega jabolka v sliko pomaga poudariti Devico Marijo. Čeprav je Jezus najpomembnejša figura v krščanski religiji, ima Marija ključno vlogo kot njegova mati. Marija igra pomembno vlogo pri Jezusovem razvoju kot otroka, saj zagotavlja tako močno čustveno kot fizično podlago, ki podpira otrokovo celotno rast.  Ko Jezus raste, njegova mati še naprej nudi podporo in mu zagotavlja ustrezno prehrano za njegovo rastoče telo. Naloge Marije kot matere vključujejo tudi zaščito, poučevanje potrebnih veščin, pravil in vrednot, ki jih bo Jezus nosil s seboj vse življenje. Ker je Marija zvesto sprejela to posebno vlogo matere za rojstvo in vzgojo Božjega Sina, kaže, da ima številne častne kreposti, kot so pogum, ljubezen in največja vera, saj je sprejela ta izjemen podvig od Boga.

## Kopije
V obdobju renesanse ni bilo nenavadno, da so umetniki posnemali umetniška dela drugih umetnikov. Praksa kopiranja uveljavljenega umetniškega dela je bila pomembna za umetniško usposabljanje. Glede na to obstaja veliko replik slike Marija z granatnim jabolkom. Po letih odstranjevanja rumenega okrasja in potem ko je veljala za slabšo kopijo dela Sandra Botticellija, je Rachel Turnbull, višja konservatorka zbirk English Heritage, odkrila, da je kos, ki je ležal v njeni delavnici, v resnici izvirna kopija iz ateljeja Sandra Botticellija v Firencah. Po letih neutrudnega dela s svojo ekipo je Rachel Turnbull odstranila barvo, ki je bila naslikana preko originalne kopije, da bi bila videti bolj aktualna, in je lahko odkrila izvirne poteze čopiča in barve. Po strokovnem pregledu so lahko opravili preizkuse barve, ki so pripeljali nazaj v obdobje renesanse. Strokovnjaki iz English Heritage v Londonu so lahko tudi po uporabljenem slogu slikanja in potezah s čopičem ugotovili, da je slika v njihovi delavnici res izvirna v ateljeju Sandra Botticellija v Firencah.